# 자암종택
자암종택은 대한민국 경상북도 의성군 금성면 산운리 156에 있는 건축물이다. 2013년 5월 28일 의성군의 문화유산 제4호로 지정되었다.

## 개요
자암종택은 자암 이미환의 종택으로 안채, 사랑채, 아래채로 구성된 정침영역과 그 우측 뒤편에 사당과 사주문으로 구성된 사당영역으로 크게 구분된다. 1960년경 안채 전방에 있던 안대문간이 소실되었고, 사랑채는 1960년경, 아래채와 솟을대문은 2001년에 각기 신축되는 등 변화를 겪었다